# Lori fringillaire
Vini australis
Espèce
Statut de conservation UICN

 LC  : Préoccupation mineure
Statut CITES
Le Lori fringillaire (Vini australis) est une espèce d'oiseaux de la famille des Psittacidae (la famille des perroquets). Il vit sur les îles tropicales du Pacifique.

## Description
Le Lori fringillaire mesure environ 19 cm. Son plumage, plus clair au niveau du dos et du croupion, présente une dominante verte. Sa calotte est bleu azur fluorescent et sa gorge rouge. Son ventre arbore un plastron rouge et violet. Cette dernière coloration se retrouve au niveau des cuisses.

## Répartition
Cet oiseau peuple les forêts littorales des îles Samoa, des Tonga, de Niue, l'archipel de Lau (Fidji) et Wallis-et-Futuna (où c'est une espèce protégée).

## Comportement
Le Lori fringillaire vit en groupes se déplaçant en vol rapide et direct d'une île à une autre à la recherche d'arbres en fleurs.

## Alimentation
Cet oiseau consomme principalement les fleurs des cocotiers, des Erythrina et des Hibiscus. Il se nourrit également en période de reproduction de fruits, d'insectes adultes et larvaires.

## Reproduction
Le Lori fringillaire construit son nid dans les anfractuosités des arbres.

## Statut de conservation
Bien qu'il ne soit pas menacé d'extinction, le Lori fringillaire est actuellement très rare alors qu'il était commun en 1952 à Samoa.

## Captivité
Les cas de reproduction de cette espèce en captivité sont très rares. Aussi, les possibilités de renforcement des populations naturelles à partir de souches d'élevage ne sont pas envisageables actuellement.

### Sources
- Forshaw J.M. (2006) Parrots of the World. An identification guide. Princeton University Press, Princeton, Oxford, 172 p.
- Mario D. & Conzo G. (2004) Le grand livre des perroquets. de Vecchi, Paris, 287 p.